# Rio Ébola
O rio Ébola (em francês:  Ebola), ou Legbala, é um rio localizado no norte da República Democrática do Congo, e é considerado como nascente do rio Mongala, um afluente do rio Congo. Tem cerca de 250 km de extensão.
Em 1976, o vírus do Ébola (EBOV) foi identificado pela primeira vez perto do rio, dando-lhe o seu nome. A infecção do EBOV causa a febre hemorrágica Ébola.